# Marshall (Texas)
Marshall település az Amerikai Egyesült Államok Texas államában, Harrison megyében. Lakosainak száma 23 392 fő (2020. április 1.).

## Népesség
A település népességének változása:

| 2010 | 23 523 |
| 2020 | 23 392 |

## Nevezetes személyek
- Andrew Wommack (1949), evangelikál keresztény pásztor, televíziós evangelista